# Greifswalder Oie
Greifswalder Oie er en  tysk ø i den sydlige del af Østersøen, ca. 12 km nordøst for øen Usedom og tilhører Mecklenburg-Vorpommern. Den cirka 54 hektar store ø i Pommernbugten er den østligste tyske ø i Østersøen. Fyrtårnet på øen har det samme navn. Forvaltningsmæssigt hører øen til kommunen Kröslin på fastlandet.
Greifswalder Oie er cirka 1.550 meter lang, maksimal 570 meter bredt og øens højeste punkt er 19 meter højt. Øen er et Naturschutzgebiet, som nogenlunde er svarende til det danske naturreservat.

## Historie
Området omkring Greifswalder Oie kan være et af de områder, hvor Slaget ved Svold den 9. September 999 eller 1000 måske har fundet sted.
Øen Greifswalder Oie blev første gang på skrift nævnt 1282 som „Swante Wostroe“ (hellig ø), 1292 som „Swante Wuzterhusen“ og først 1556 som „Öhe“. Øen har siden 1608 haft sit nuværende navn. Byen Greifswald erhvervede øen i 1291 fra byen Wolgast. Greifswalders indbyggere sendte deres avlsheste til sommergræsning på øen. 1527 forpagtede rådsherre (byrådsmedlem) Henning Oldhaver øen og benyttede den som en fiskeristation. Øen var på dette tidspunkt ubeboet; men der fandtes et kapel fiskerne, som blev ødelagt i det 16. århundrede. I midten af det 17. århundrede forpagtede byen Greifswald for 1000 "Reichstaler" til den svenske feltmarskal Carl Gustav Wrangel (1613–1676)). 1670 hentede man hestene tilbage til fastlandet, målet var at udvikle øen til et jagtrevier. Den plan blev dog opgivet i slutningen af det 17. århundrede, da vildtbestanden ophørte og de første landbrug blev oprettet på øen. De levede af landbrug og kvægavl, men måtte i tiden under Den Store Nordiske Krig (1700–1721) ernære 300 danske soldater, med det resultat at til sidst var skoven ødelagt og kvægstaldene og forrådskamrene var tomme. 1749 ophørte byens rettigheder og landmændene overtog øens bygninger.